# Beacon Square
Beacon Square är en ort (CDP) i Pasco County, i delstaten Florida, USA. Enligt United States Census Bureau har orten en folkmängd på 7 224 invånare (2010) och en landarea på 5,2 km².